# Präsidentschaftswahl in Frankreich 2002
Die Präsidentschaftswahl in Frankreich 2002 fand am 21. April und 5. Mai statt.
Überraschend errang im ersten Wahlgang der Kandidat der rechtsextremen Partei Front National, Jean-Marie Le Pen, mehr Stimmen als der sozialistische Bewerber, der amtierende Premierminister Lionel Jospin, und zog damit statt Jospin in die Stichwahl gegen den wieder antretenden Amtsinhaber Jacques Chirac aus dem bürgerlich-rechten gaullistischen Lager ein. Um einen Sieg Le Pens zu verhindern, gaben für diesen zweiten Wahlgang auch weite Teile der linken Parteien eine Wahlempfehlung für Chirac; dieser wurde mit 82,21 % der Stimmen in eine zweite Amtszeit gewählt. Durch eine von Chirac selbst veranlasste Verfassungsänderung wurde er – wie seine Amtsnachfolger – dabei nur für fünf Jahre gewählt, während sein erstes Mandat wie diejenigen seiner Vorgänger sieben Jahre gedauert hatte.

## Kandidaten

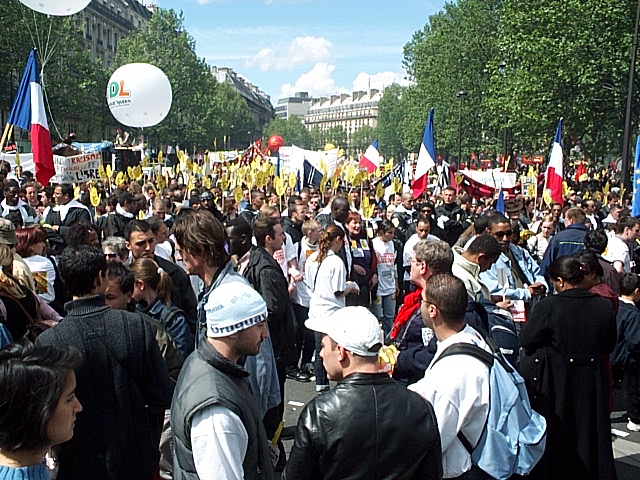
Demonstration gegen Jean-Marie Le Pen und den Front National am 1. Mai 2002 in Paris

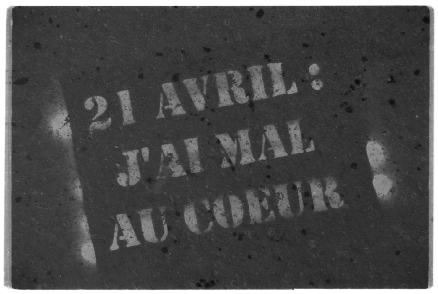
Eine nach dem ersten Wahlgang auf die Straße gesprühtes Graffito: 21 Avril: J'ai mal au cœur („21. April: mir ist übel“).

Am 4. April 2002 stellte der Verfassungsrat die offizielle Liste der zugelassenen Kandidaten fest. Die Reihenfolge innerhalb dieser Liste wurde durch Los bestimmt.
Es traten an:
- Bruno Mégret, Mouvement national républicain (rechtsextrem)
- Corinne Lepage, Chefin der Cap21, Citoyenneté Action Participation pour le XXIe siècle (grün)
- Daniel Gluckstein, Parti des travailleurs (PT) (trotzkistisch)
- François Bayrou, Union pour la démocratie française (zentristisch)
- der amtierende Präsident Jacques Chirac, Rassemblement pour la République (RPR) (liberal-konservativ)
- Jean-Marie Le Pen, Front national-Vorsitzender, trat zum vierten Mal als Präsidentschaftskandidat für die FN an (rechtsextrem)
- Christiane Taubira, Parti radical de gauche (linksliberal)
- Jean Saint-Josse, Chasse, pêche, nature, traditions (CPNT, deutsch: Jagen, Fischen, Natur, Traditionen) (rechtskonservativ)
- Noël Mamère, Les Verts (grün)
- Lionel Jospin, Parti socialiste (PS) (sozialdemokratisch)
- Christine Boutin, Forum des républicains sociaux (FRS) (christdemokratisch)
- Robert Hue, Generalsekretär des Parti communiste (PCF) (eurokommunistisch)
- Jean-Pierre Chevènement, Mouvement des citoyens (MDC) (links-souveränistisch)
- Alain Madelin, Démocratie libérale (rechtsliberal)
- Arlette Laguiller, zum fünften Mal Präsidentschaftskandidatin des Lutte Ouvrière (trotzkistisch)
- Olivier Besancenot, Ligue communiste révolutionnaire (LCR) (trotzkistisch)

## Ergebnis
Chirac und Le Pen, die sich als bestplatzierte des ersten Wahlgangs für die Stichwahl qualifiziert hatten, erklärten beide, ihre Kandidatur aufrechtzuerhalten. Der Verfassungsrat stellte sie daher am 25. April 2002 auch offiziell als Kandidaten für den zweiten Wahlgang, der für den 5. Mai 2002 vorgesehen war, fest.
Das offizielle Wahlergebnis der Stichwahl vom 5. Mai wurde am 8. Mai 2002 festgestellt. In allen Départements hatte Chirac mit weitem Abstand vor Le Pen gewonnen. Mit 82,21 % erreichte er das höchste Wahlergebnis aller Zeiten bei einer französischen Präsidentschaftswahl. Die höchsten Stimmenanteile erhielt Le Pen in den Départements Vaucluse (29,64 %), Var (28,67 %) und Alpes-Maritimes (28,68 %), die niedrigsten in den Übersee-Départements (alle unter 10 %).
Die Wahlbeteiligung lag bei 79,7 %. Ungültig waren 5,4 % der Stimmen.
Jacques Chirac wurde damit mit Wirkung zum 17. Mai 2002 als wiedergewählt festgestellt.
| Kandidaten                                                                                  | Kandidaten              | Parteien                           | 1. Wahlgang | 1. Wahlgang | 2. Wahlgang | 2. Wahlgang |
| Kandidaten                                                                                  | Kandidaten              | Parteien                           | Stimmen     | %           | Stimmen     | %           |
| ------------------------------------------------------------------------------------------- | ----------------------- | ---------------------------------- | ----------- | ----------- | ----------- | ----------- |
|                                                                                             | Jacques Chirac          | Rassemblement pour la République   | 5.665.855   | 19,9        | 25.537.956  | 82,2        |
|                                                                                             | Jean-Marie Le Pen       | Front national                     | 4.804.713   | 16,9        | 5.525.032   | 17,8        |
|                                                                                             | Lionel Jospin           | Parti socialiste                   | 4.610.113   | 16,2        |             |             |
|                                                                                             | François Bayrou         | Union pour la démocratie française | 1.949.170   | 6,8         |             |             |
|                                                                                             | Arlette Laguiller       | Lutte Ouvrière                     | 1.630.045   | 5,7         |             |             |
|                                                                                             | Jean-Pierre Chevènement | Mouvement des citoyens             | 1.518.528   | 5,3         |             |             |
|                                                                                             | Noël Mamère             | Les Verts                          | 1.495.724   | 5,2         |             |             |
|                                                                                             | Olivier Besancenot      | Ligue communiste révolutionnaire   | 1.210.562   | 4,2         |             |             |
|                                                                                             | Jean Saint-Josse        | Chasse, pêche, nature, traditions  | 1.204.689   | 4,2         |             |             |
|                                                                                             | Alain Madelin           | Démocratie libérale                | 1.113.484   | 3,9         |             |             |
|                                                                                             | Robert Hue              | Parti communiste français          | 960.480     | 3,4         |             |             |
|                                                                                             | Bruno Mégret            | Mouvement national républicain     | 667.026     | 2,3         |             |             |
|                                                                                             | Christiane Taubira      | Parti radical de gauche            | 660.447     | 2,3         |             |             |
|                                                                                             | Corinne Lepage          | Cap21                              | 535.837     | 1,9         |             |             |
|                                                                                             | Christine Boutin        | Forum des républicains sociaux     | 339.112     | 1,2         |             |             |
|                                                                                             | Daniel Gluckstein       | Parti des travailleurs             | 132.686     | 0,5         |             |             |
| Gesamt                                                                                      | Gesamt                  | Gesamt                             | 28.498.471  | 100         | 31.062.988  | 100         |
|                                                                                             |                         |                                    |             |             |             |             |
| Ungültige Stimmen                                                                           | Ungültige Stimmen       | Ungültige Stimmen                  | 997.262     | 3,4         | 1.769.307   | 5,4         |
| Wähler                                                                                      | Wähler                  | Wähler                             | 29.495.733  | 71,6        | 32.832.295  | 79,7        |
| Wahlberechtigte                                                                             | Wahlberechtigte         | Wahlberechtigte                    | 41.194.689  |             | 41.194.689  |             |
|                                                                                             |                         |                                    |             |             |             |             |
| Quellen: Conseil constitutionnel: 1. Wahlgang, 2. Wahlgang – JORF: 1. Wahlgang, 2. Wahlgang |                         |                                    |             |             |             |             |